# Shane Acker

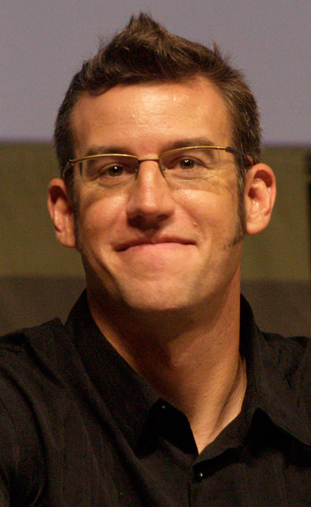
Shane Acker (2009)

Shane Acker (* 1971 in Wheaton, Illinois) ist ein US-amerikanischer Trickfilmregisseur, Drehbuchautor, Filmproduzent und Animator.
Acker war 2003 für die Spezialeffekte in dem Film Der Herr der Ringe: Die Rückkehr des Königs verantwortlich. Er hatte bereits einige Erfolge auf Festivals mit seinen Kurzfilmen, als er 2006 mit seinem Kurzfilm 9 für den Oscar nominiert wurde. In der Folge wurde Tim Burton auf ihn aufmerksam, der unter anderem zusammen mit Timur Bekmambetow die Produktion für eine Langfilmversion übernahm. Filmstart in den Vereinigten Staaten war der 9. September 2009.

## Filmografie
| als Regisseur - 1999: The Hangnail - 2003: The Astounding Talents of Mr. Grenade - 2005: 9 (Kurzfilm) - 2009: #9 Visuelle Effekte - 2003: Der Herr der Ringe: Die Rückkehr des Königs | als Drehbuchautor - 2003: The Astounding Talents of Mr. Grenade - 2005: 9 (Kurzfilm) - 2009: #9 als Produzent - 2003: The Astounding Talents of Mr. Grenade |

## Auszeichnungen
- 1999: MicroCineFest Publikumspreis für The Hangnail als Bester Kurzfilm
- 2005: BendFilm Festival für 9 als bester animierter Kurzfilm
- 2005: Student Academy Award für 9 als besten animierten Kurzfilm
- 2006: Academy Award, nominiert für 9 als bester animierter Kurzfilm